# Sphaeradenia rostellata
Sphaeradenia rostellata là một loài thực vật có hoa trong họ Cyclanthaceae. Loài này được R.Erikss. mô tả khoa học đầu tiên năm 2007.